# Lomanella
Lomanella is een geslacht van hooiwagens uit de familie Triaenonychidae.
De wetenschappelijke naam Lomanella is voor het eerst geldig gepubliceerd door Pocock in 1903. 

## Soorten
Lomanella omvat de volgende 19 soorten:
- Lomanella alata
- Lomanella ambulatorio
- Lomanella atrolutea
- Lomanella balooki
- Lomanella blacki
- Lomanella browni
- Lomanella exigua
- Lomanella inermis
- Lomanella insolentia
- Lomanella kallista
- Lomanella parva
- Lomanella peltonychium
- Lomanella promontorium
- Lomanella quasiparva
- Lomanella raniceps
- Lomanella revelata
- Lomanella thereseae
- Lomanella troglodytes
- Lomanella troglophilia